# فيلمار جوردان
فيلمار جوردان (بالإسبانية: Wilmar Jordán Gil) هو لاعب كرة قدم كولومبي في مركز الهجوم، ولد في 17 أكتوبر 1990 في إيتاغوي في كولومبيا. لعب مع سسكا صوفيا ونادي الإمارات ونادي تشافيس ونادي تيانجين تيدا ونادي سونغنام ونادي ليتكس لوفتش.

## وصلات خارجية
- فلمار جوردان على موقع الاتحاد الأوربي (الإنجليزية)
- فلمار جوردان على موقع دوري كوريا الجنوبية (الإنجليزية)
- فلمار جوردان على موقع إي إس بي إن إف سي (الإنجليزية)
- فلمار جوردان على موقع قاعدة بيانات كرة القدم.إي يو (الإنجليزية)
- فلمار جوردان على موقع Soccerway.com (الإنجليزية)